# Hans-Jürgen Baake
Hans-Jürgen Baake (* 2. März 1954) ist ein ehemaliger deutscher Fußballspieler.
In der Jugend spielte Baake beim MSV Duisburg und gewann dort 1972 die Deutsche A-Jugendmeisterschaft, wobei er im Finale gegen den VfB Stuttgart das vorentscheidende 1:0 per Strafstoß erzielte.
Seinen ersten Profivertrag unterschrieb er 1972 beim Drittligisten VfL Osnabrück, bei dem er zwei Jahre spielte und mit ihm 1974 in die 2. Bundesliga aufstieg.
Am Ende der Saison wechselte Baake zum Erstligisten Wuppertaler SV. Am Saisonende stieg die Mannschaft in die 2. Liga ab, in der Baake schließlich zum Stammspieler wurde und alle Saisonspiele absolvierte.
Diese Leistung überzeugte den Bundesligisten Tennis Borussia Berlin, wohin er 1976 wechselte. Doch wie schon in Wuppertal stieg die Mannschaft am Ende der gleichen Saison wieder ab. In seiner zweiten Spielzeit war Baake zunächst erneut Stammspieler, spielte dann allerdings anderthalb Jahre nicht mehr in der Liga.
In der Winterpause 1978/79 wechselte Baake deshalb zum abstiegsbedrohten Ortsrivalen Hertha BSC in die 1. Bundesliga. Bei seinem siebten Einsatz am 32. Spieltag gegen Borussia Dortmund wurde er von seinem Gegenspieler Mirko Votava brutal gefoult und musste daraufhin mit 26 Jahren in die Sportinvalidität wechseln.

## Erfolge
- Deutscher A-Jugend-Meister: 1972